# Gare de Colmar-Berg
Ne doit pas être confondu avec Gare de Colmar-Usines.
La gare de Colmar-Berg est une gare ferroviaire luxembourgeoise de la ligne 1, de Luxembourg à Troisvierges-frontière, située sur le territoire de la commune de Colmar-Berg, dans le canton de Mersch.
Elle est mise en service en 1862 par la Compagnie des chemins de fer de l'Est, l'exploitant des lignes de la Société royale grand-ducale des chemins de fer Guillaume-Luxembourg.
C'est une halte voyageurs de la Société nationale des chemins de fer luxembourgeois (CFL), desservie par des trains Regionalbunn (RB) uniquement.

## Situation ferroviaire
Établie à 204 m d'altitude, la gare de Colmar-Berg est située au point kilométrique (PK) 43,232 de la ligne 1 de Luxembourg à Troisvierges-frontière, entre les gares de Cruchten et Schieren. Elle est surplombée par le viaduc de l'autoroute A7, dont les piliers passent juste à côté du bâtiment voyageurs.

## Histoire
La « station de Colmar » est mise en service par la Compagnie des chemins de fer de l'Est, l'exploitant des lignes de la Société royale grand-ducale des chemins de fer Guillaume-Luxembourg, lors de l'ouverture à l'exploitation de la section de Luxembourg à Ettelbruck le 21 juillet 1862,. Qualifié de village, Colmar était à l'époque la septième station de la ligne à plus de trois kilomètres de Cruchten.

## Service des voyageurs

### Accueil
Halte CFL, c'est un point d'arrêt non géré à entrée libre, avec des abris sur les quais. La halte est équipée d'un automate pour l'achat de titres de transport. Un souterrain permet la traversée des voies et le passage d'un quai à l'autre.

### Dessertes
Colmar-Berg est desservie par des trains Regionalbunn (RB) de la ligne Luxembourg - Ettelbruck - Diekirch,.

### Intermodalité
Un parking pour les véhicules (41 places) y est aménagé. La gare possède un parking à vélo sécurisé mBox de 32 places,. En revanche, la gare se trouve à plus de 800 mètres par la voie publique de l'arrêt de bus le plus proche.

## Galerie de photographies

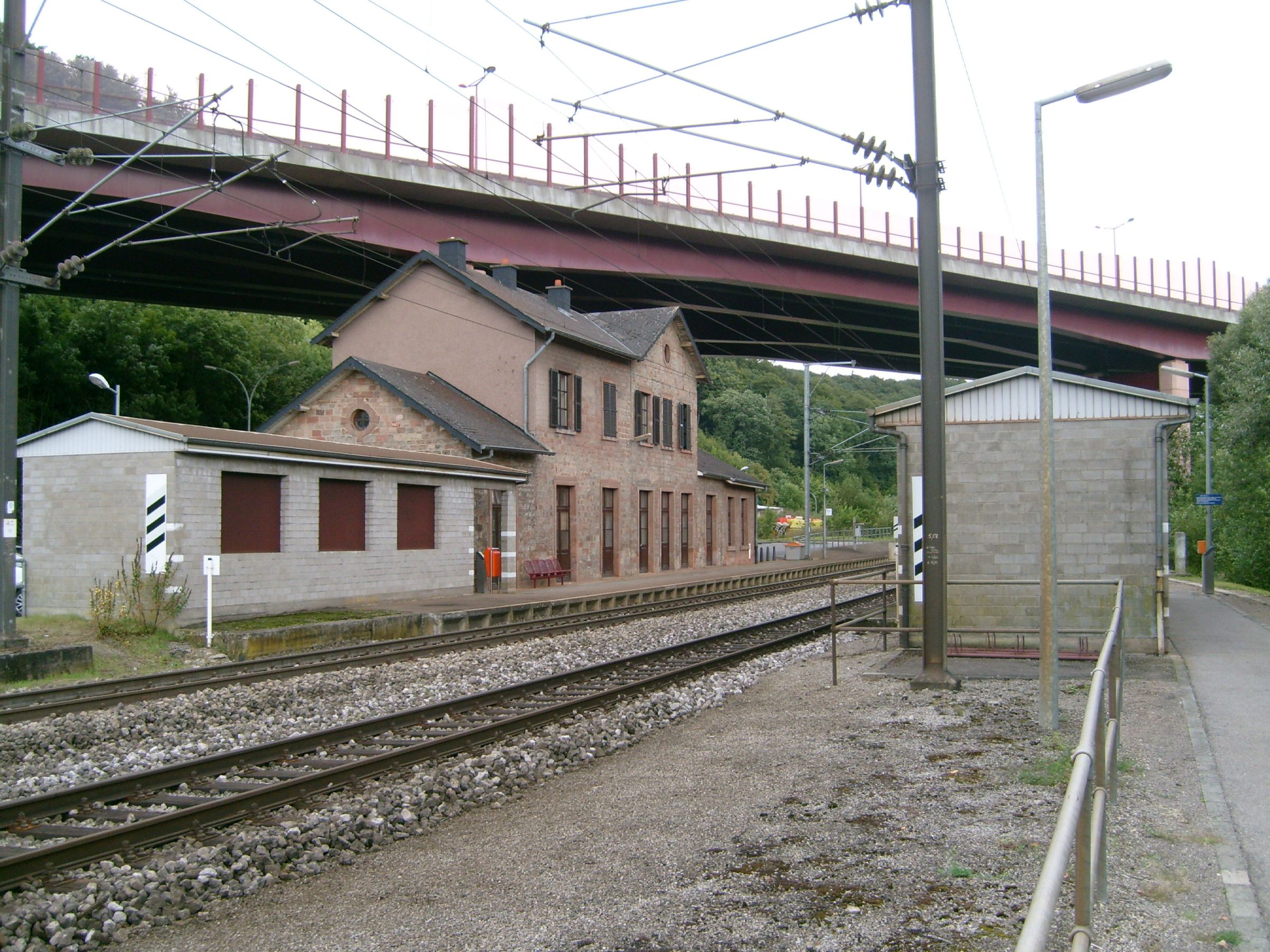
Vue d'ensemble en 2008.
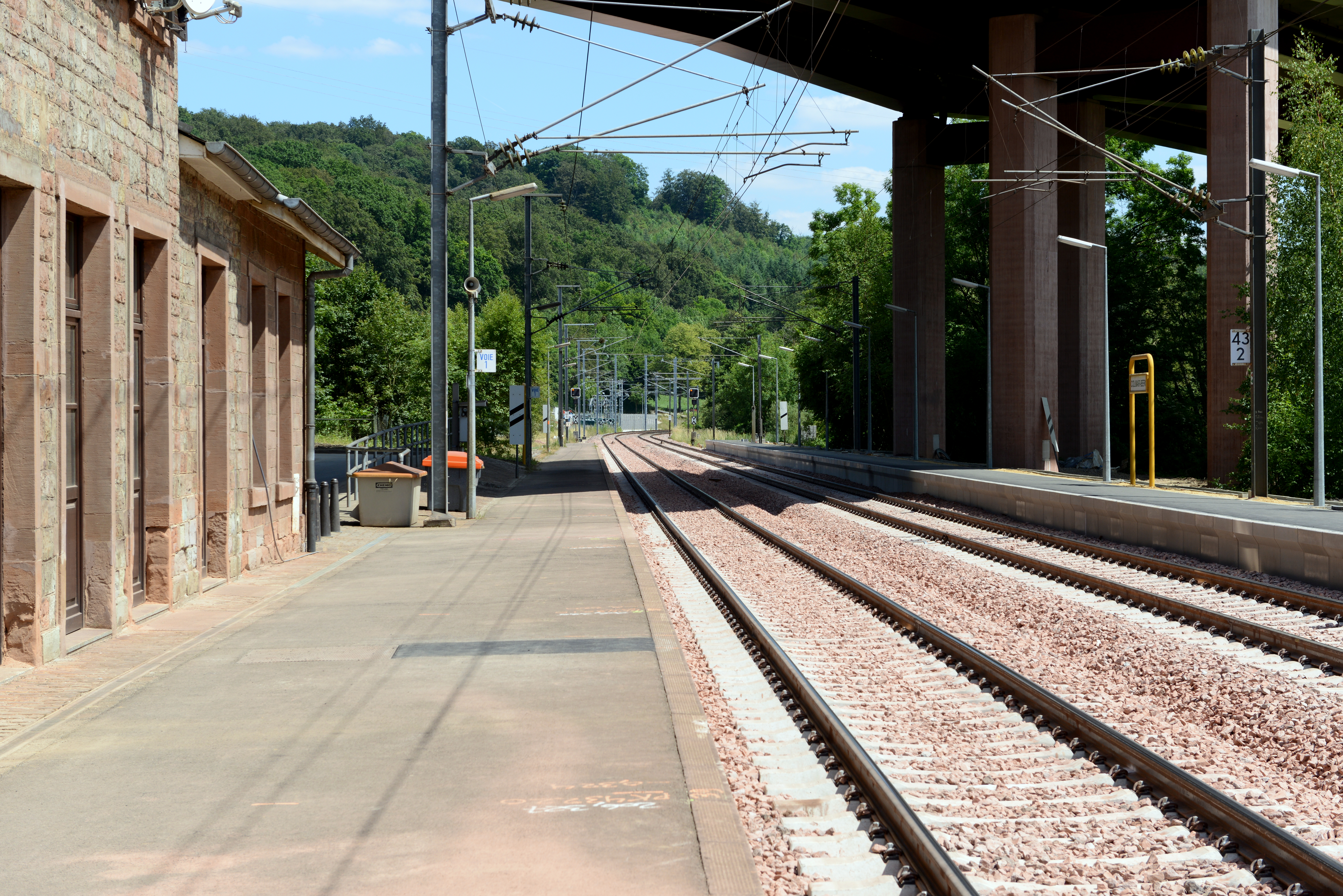
Voies et quais en 2014.